# Fagerlot
Fagerlot är en ö i Finland. Den ligger i Skärgårdshavet och i kommunen Pargas i den ekonomiska regionen  Åboland i landskapet Egentliga Finland, i den sydvästra delen av landet. Ön ligger omkring 41 kilometer sydväst om Åbo och omkring 180 kilometer väster om Helsingfors.
Öns area är 2,7 hektar och dess största längd är 250 meter i öst-västlig riktning. I omgivningarna runt Fagerlot växer i huvudsak barrskog. Runt Fagerlot är det glesbefolkat, med 8 invånare per kvadratkilometer. Närmaste större samhälle är Nagu, 13,4 km öster om Fagerlot.